# مرکوری ۱۳
مرکوری ۱۳ سیزده زن آمریکایی بودند که در برنامه‌ای با بودجه خصوصی ویلیام راندولف لاولیس دوم با هدف آزمایش و غربالگری زنان برای پرواز فضایی انسانی شرکت کردند. شرکت کنندگان - کارآموزان فضانورد توسط جری کاب بانوی اول (یا FLAT) نامیده شدند - با موفقیت تحت آزمایشات غربالگری فیزیولوژیکی قرار گرفتند که فضانوردان توسط ناسا در ۹ آوریل ۱۹۵۹ برای برنامه فضایی مرکوری انتخاب شدند. در حالی که لاولیس این پروژه را زن در برنامه فضایی نامید، این سیزده زن بعداً به عنوان مرکوری ۱۳ شناخته شدند - اصطلاحی که در سال ۱۹۹۵ توسط جیمز کراس تهیه‌کننده هالیوود برای مقایسه با فضانوردان مرکوری هفت ابداع شد. زنان مرکوری ۱۳ بخشی از برنامه رسمی فضانوردان ناسا نبودند، و هرگز به عنوان بخشی از مأموریت ناسا در فضا پرواز نکردند.
در دهه ۱۹۶۰ برخی از این زنان از جمله کسانی بودند که در کاخ سفید و کنگره ایالات متحده لابی کردند تا زنان نیز در برنامه فضانوردی قرار داده شوند. آنها در سال ۱۹۶۲ در برابر یک کمیته کنگره شهادت دادند. در سال ۱۹۶۳، کلر لوس مقاله‌ای برای مجله لایف نوشت و در آن از ناسا به دلیل عدم پذیرش زنان به عنوان فضانورد انتقاد کرد.
یکی از سیزده نفر عضو مرکوری، والی فانک، در یک پرواز زیرمداری در ۲۰ ژوئیه ۲۰۲۱ (مأموریت نیو شپرد ۴ پرواز ۱۶ بلو اوریجین) به فضا پرتاب شد و او را به پیرترین زنی تبدیل کرد که در سن ۸۲ سالگی به فضا رفت. داستان این زنان در کتاب‌ها، نمایشگاه‌ها و فیلم‌های متعددی از جمله مستند مرکوری ۱۳ محصول نتفلیکس در سال ۲۰۱۸ مورد تجلیل قرار گرفت .

## پیشینه
هنگامی که ناسا برای اولین بار قصد داشت افراد را به فضا بفرستد، معتقد بود که بهترین نامزدها خلبانان، خدمه زیردریایی یا اعضای اکتشافات به مناطق قطب جنوب یا قطب شمال خواهند بود. آن‌ها همچنین فکر می‌کردند افرادی با پیش‌زمینه‌های ورزشی شدیدتر، مانند چتربازی، کوه‌نوردی، غواصی در اعماق دریا و غیره در این برنامه برتری خواهند داشت.
ناسا می‌دانست که افراد زیادی برای این فرصت درخواست می‌کنند و آزمایش هزینه بالایی دارد. پرزیدنت دوایت آیزنهاور معتقد بود که خلبانان آزمایشی نظامی بهترین فضانوردان را می‌سازند و قبلاً آزمایش‌ها و آموزش‌های دقیقی را در دولت پشت سر گذاشته بودند. این امر الزامات آزمایش را تا حد زیادی تغییر داد و تاریخچه افرادی را که در ابتدا برای رفتن به فضا انتخاب شده بودند تغییر داد.
ویلیام راندولف لاولیس دوم رئیس کمیته مشورتی ویژه ناسا در علوم زیستی، به توسعه آزمایش‌ها برای فضانوردان مرد ناسا کمک کرد و کنجکاو شد که بداند زنان چگونه آزمایش‌های مشابه را انجام می‌دهند. در سال ۱۹۶۰، لاولیس و سرتیپ دان فلیکنگر از جرالدین «جری» کاب، که به عنوان یک خلبان ماهر شناخته می‌شد، دعوت کرد تا مانند مردان، چالش‌های سختی را پشت سر بگذارد.
لاولیس به شروع این برنامه علاقه‌مند شد زیرا او یک پزشک بود که آزمایش فیزیکی ناسا را برای برنامه رسمی انجام داده بود. او توانست بودجه برنامه غیررسمی، برنامه زن در فضا، را تأمین کند و از ۲۵ زن دعوت کرد تا بیایند و در آزمایشات فیزیکی شرکت کنند. لاولیس به نحوه واکنش بدن زنان به حضور در فضا علاقه‌مند بود. این برنامه از دید عموم پنهان بود. مرکوری ۱۳ در هیچ نشریه مهمی گزارش نشده‌است. با این حال، آنها کاملاً ناشناخته نبودند.
کاب اولین زن آمریکایی (و تنها زن از مرکوری ۱۳) بود که تحت هر سه مرحله آزمایش قرار گرفت و با موفقیت آنها را پشت سر گذراند. لاولیس و کاب ۱۹ زن دیگر را برای شرکت در این آزمایشات استخدام کردند که توسط شوهر هوانورد مشهور جهان، ژاکلین۰ کوکران تأمین مالی شد. ۱۳ نفر از این خانم‌ها آزمایشاتی مشابه مرکوری ۷ را پشت سر گذاشتند. برخی به دلیل ناهنجاری‌های مغزی یا قلبی رد صلاحیت شدند. نتایج در دومین سمپوزیوم بین‌المللی زیردریایی و پزشکی فضایی در استکهلم، سوئد در ۱۸ اوت ۱۹۶۰ اعلام شد

## پیشینه کاندیداها
همه نامزدها خلبانان کاملی بودند. لاولیس و کاب سوابق بیش از ۷۰۰ خلبان زن را برای انتخاب نامزدها بررسی کردند. آنها کسی را که کمتر از ۱۰۰۰ ساعت تجربه پرواز داشته باشد دعوت نکردند.  برخی از زنان ممکن است از طریق گروه نود و نه، یک سازمان خلبان زن که کاب نیز عضوی از آن بود، استخدام شده باشند.  این گروه از زنان که جری کاب آنها را کارآموزان فضانورد بانوی اول (FLATs) نامید، این چالش را پذیرفتند تا برای یک برنامه تحقیقاتی آزمایش شوند. 
در پایان، سیزده زن همان مرحله اول را که بنیاد لاولیس به عنوان بخشی از فرایند انتخاب فضانوردان ناسا ایجاد کرده بود، گذراندند. آن سیزده زن عبارت بودند از:
میرتل کگل، جری کاب، جانت دیتریش، ماریون دیتریش، والی فانک، سارا گورلیک (بعدها رتلی)، جین «جنی» بریگز هارت، ژان هیکسون، رئا وولتمن، جین نورا استامباو (بعدها جسن)، ایرنه لوورتون، جری اسلون (بعدها تروهیل) و برنیس استیدمن.